# Чжоу Яфей
Чжоу Яфей (кит. 周雅菲, пін. Zhōu Yǎfēi, 17 січня 1984) — китайська плавчиня, олімпійська медалістка.

## Виступи на Олімпіадах
| Олімпіада  | Дисципліна                        | Місце |
| ---------- | --------------------------------- | ----- |
| Афіни 2004 | плавання на 100 метрів, батерфляй | 12    |
| Афіни 2004 | 200 метрів, комплексне плавання   | 14    |
| Афіни 2004 | комплексна естафета 4 × 100       | 4     |
| Пекін 2008 | плавання на 100 метрів, батерфляй | 4     |
| Пекін 2008 | комплексна естафета 4 × 100       | 3     |